# Almir Turković
Almir Turković (Sarajevo, 3 november 1970) is een voormalig Bosnisch voetballer.

## Carrière
Almir Turković speelde tussen 1997 en 2008 voor Zadar, Sarajevo, Osijek, Cerezo Osaka en Hajduk Split.

## Bosnisch voetbalelftal
Almir Turković debuteerde in 1995 in het Bosnisch nationaal elftal en speelde elf interlands.
| Interlands van Almir Turković    | Interlands van Almir Turković    | Interlands van Almir Turković     | Interlands van Almir Turković    | Interlands van Almir Turković    | Interlands van Almir Turković    | Interlands van Almir Turković    |
| №                                | Datum                            | Wedstrijd                         | Uitslag                          | Soort wedstrijd                  | Doelpunten                       |                                  |
| Als speler bij SK Vorwärts Steyr | Als speler bij SK Vorwärts Steyr | Als speler bij SK Vorwärts Steyr  | Als speler bij SK Vorwärts Steyr | Als speler bij SK Vorwärts Steyr | Als speler bij SK Vorwärts Steyr | Als speler bij SK Vorwärts Steyr |
| -------------------------------- | -------------------------------- | --------------------------------- | -------------------------------- | -------------------------------- | -------------------------------- | -------------------------------- |
| 1.                               | 30 november 1995                 | Albanië – Bosnië en Herzegovina   | 2 – 0                            | Vriendschappelijk                | 0                                |                                  |
| Als speler bij Club Tigres       |                                  |                                   |                                  |                                  |                                  |                                  |
| 2.                               | 18 december 1996                 | Brazilië – Bosnië en Herzegovina  | 1 – 0                            | Vriendschappelijk                | 0                                |                                  |
| 3.                               | 22 februari 1997                 | Bosnië en Herzegovina – Vietnam   | 4 – 0                            | Dunhill Cup                      | 0                                |                                  |
| 4.                               | 24 februari 1997                 | Zimbabwe – Bosnië en Herzegovina  | 2 – 2                            | Dunhill Cup                      | 0                                |                                  |
| 5.                               | 26 februari 1997                 | Bosnië en Herzegovina – Indonesië | 2 – 0                            | Dunhill Cup                      | 0                                |                                  |
| 6.                               | 28 februari 1997                 | Maleisië – Bosnië en Herzegovina  | 0 – 1                            | Dunhill Cup                      | 0                                |                                  |
| Als speler bij NK Zadar          |                                  |                                   |                                  |                                  |                                  |                                  |
| 7.                               | 3 juni 1998                      | Macedonië – Bosnië en Herzegovina | 1 – 1                            | Vriendschappelijk                | 0                                |                                  |
| 8.                               | 10 maart 1999                    | Hongarije – Bosnië en Herzegovina | 1 – 1                            | Vriendschappelijk                | 0                                |                                  |
| 9.                               | 5 juni 1999                      | Bosnië en Herzegovina – Litouwen  | 2 – 0                            | Kwalificatie EK 2000             | 0                                |                                  |
| 10.                              | 9 juni 1999                      | Faeröer – Bosnië en Herzegovina   | 2 – 2                            | Kwalificatie EK 2000             | 0                                |                                  |
| Als speler bij Hajduk Split      |                                  |                                   |                                  |                                  |                                  |                                  |
| 11.                              | 29 maart 2003                    | Bosnië en Herzegovina – Luxemburg | 2 – 0                            | Kwalificatie EK 2004             | 0                                |                                  |